# Lancer du marteau
Pour les articles homonymes, voir marteau.
Le lancer du marteau est une discipline de l'athlétisme, originaire d'anciennes pratiques celtes, qui consiste à lancer un boulet en acier de 16 livres anglaises (7,257 kg) pour les hommes et 4 kg pour les femmes, le plus loin possible. Le boulet est fixé à un câble en acier relié à une poignée, le tout mesurant 1195 mm pour les femmes et 1215 mm pour les hommes (mesure prise sous la barre horizontale de la poignée). Outre la longueur et le poids, la taille du boulet ainsi que la forme de la poignée sont réglementées. En salle, les hommes pratiquent le lancer du marteau lourd (35 livres américaines soit 15,880 kg). De tels concours sont partie intégrante des Highland games notamment avec le lancer du caber. 
Tandis que le lancer du marteau fait partie des Jeux olympiques pour les hommes depuis 1900, l'IAAF n'a officialisé ce sport pour les femmes que depuis 1995. Le lancer du marteau féminin a eu lieu pour la première fois aux Jeux olympiques d'été de 2000 à Sydney, après avoir été introduit un an plus tôt aux Championnats du monde d'athlétisme 1999.
Les records du monde sont actuellement détenus pour les hommes par l'Ukrainien (ex-soviétique) Youri Sedykh avec la marque de 86,74 m, établie lors des championnats d'Europe 1986, et pour les femmes par la Polonaise Anita Włodarczyk, créditée de 82,29 m, le 15 août 2016, à Rio de Janeiro en finale des Jeux olympiques.

## Caractéristiques

Aire de lancer.

Le principe consiste pour le concurrent à lancer le marteau plus loin possible sans sortir d'un cercle de lancement d'un diamètre de 2,137 m (7 pieds) aussi appelé plateau. À cette fin, le concurrent fait d'abord prendre de la vitesse à son marteau en le faisant tourner deux à trois fois autour de sa tête en position stationnaire, puis il l'accélère de manière continue en tournant 3 à 4 fois sur lui-même tout en restant dans le cercle. Afin de rester dans le cercle, beaucoup d'hommes doivent réaliser le premier tour en revenant à leur position initiale. 
| Catégorie | Hommes | Femmes |
| --------- | ------ | ------ |
| Senior    | 7,257  | 4      |
| Junior    | 6 000  | 4      |
| Cadet     | 5 000  | 3      |

Le nombre de tours qu'il est possible de faire en déplacement dans un cercle dépend de la pointure du lanceur puisque pour tourner, il effectue un talon-planté et se déplace donc d'une distance proportionnelle à son pied. Outre la difficulté de ne pas sortir du cercle, le marteau doit absolument sortir de la cage et atterrir dans l'aire de lancer limitée à un secteur d'angle de 34,92°.

## Histoire de la discipline

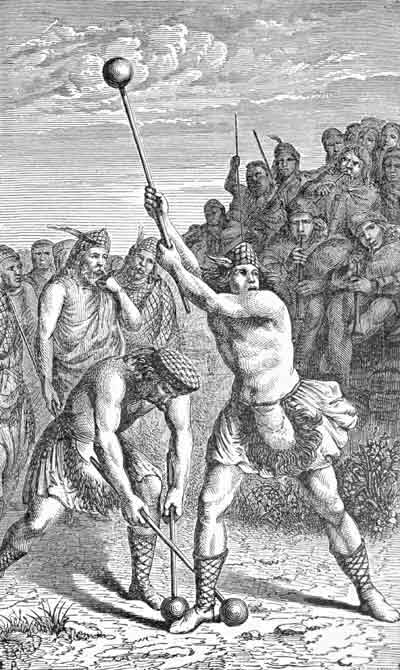
Lancer du marteau écossais, gravure de Round-about Rambles in Lands of Fact and Fancy

Les origines celtiques du lancer du marteau sont attestées par la mythologie celtique notamment celle de Cúchulainn, guerrier et champion de l'Ulster, et qui réalisait des prodiges au lancer de roue (lancer d'un rayon de roue à l'extrémité duquel était fixée une pierre). Cette tradition celte se perpétue au Moyen Âge et à l'époque moderne, la roue ayant été remplacée par un marteau. Ce jeu était pratiqué autant par les princes (Henri VIII d'Angleterre y excellait) que par les communautés villageoises.
Profondément enraciné dans la culture irlandaise, le lancer du marteau se développe parallèlement au XIXe siècle, en Grande-Bretagne et aux États-Unis. On abandonne progressivement l'usage de l'outil pour un marteau spécifique à la pratique de cette discipline. Alors qu'aux États-Unis le lancer du marteau se pratique sans élan, en Grande-Bretagne, il est permis de prendre une course d'élan. Mais, en 1876, on décide de réglementer la discipline. Le poids et la longueur du marteau sont fixés, et les athlètes sont désormais prisonniers du cercle de lancement. Les Américains n'adoptent ces règles qu'à partir de 1887 et le fil d'acier, limité à 1,22 m, remplace définitivement le manche en bois. Le premier champion de la discipline, l'Irlandais James Mitchell, remporte trois fois le titre britannique avant d'immigrer aux États-Unis où il réalise un record du monde à 44,21 mètres en 1892. Mais il est vite détrôné par John Flanagan, lui aussi émigré aux États-Unis, qui domine la discipline et détient le record du monde de 1895 (44,46 m) à 1909 (56,19 m), remportant trois titres olympiques avec une technique encore sommaire.
Dans les années 1930, s'inspirant d'une technique que viennent de découvrir des athlètes irlandais et profitant de leur absence aux Jeux de Berlin, les Allemands, jusqu'alors peu familiers avec cette discipline, vont perfectionner le lancer du marteau en appliquant une technique proche de celle que l'on utilise aujourd'hui. Ils parviennent au niveau du record du monde qu'ils portent à 59 mètres en 1938.
L'après-guerre est dominée par les Hongrois, Imre Nemeth et Jozsef Csermak qui affinent encore la technique de lancer. Mais avec l'arrivée du Russe Mikhail Krivonosov, l'URSS domine la discipline à partir des championnats d'Europe à Berne en 1954 et un record du monde porté à 63,34 mètres. Mikhail Krivonosov sera ensuite détrôné par l'Américain Harold Connolly. Les Soviétiques et les Américains ont compris que l'un des facteurs clés du lancer est la vitesse et la puissance au moment de l'arrachement final. On observe alors, comme dans les autres disciplines du lancer, un renforcement musculaire à outrance des athlètes. En vingt ans le record du monde progresse de vingt mètres et connaît ensuite un nouveau palier à l'approche des 80 mètres. Mais ceux-ci seront franchis en 1978 par Boris Zaychuk. Les Russes dominent alors sans partage la discipline jusqu'au début des années 1990. On assiste, depuis le record du monde de Youri Sedykh en 1986, à une nette régression des performances. Depuis les Jeux de Séoul en 1988, les lancers ne dépassent plus les 84 mètres et le niveau mondial actuel se situe vers les 82 mètres.

## Accidents
En avril 2000, le champion de France 1987 de lancer du disque Serge Avédissian est mort au stade Yves-du-Manoir à Colombes après avoir reçu en pleine tête un marteau d'entrainement d'un autre athlète.
Le 7 août 2022, lors du championnat néerlandais des Highlands games (une compétition d'épreuves traditionnelles écossaises), un promeneur qui passait à proximité du château de Geldrop où avait lieu la compétition a reçu la boule métallique de 10 kg sur la tête et est mort peu après de ses blessures.

## Records

### Records du monde
| Genre | Performance | Athlète          | Date         | Lieu      |
| ----- | ----------- | ---------------- | ------------ | --------- |
| M     | 86,74 m     | Youri Sedykh     | 30 août 1986 | Stuttgart |
| F     | 82,98 m     | Anita Włodarczyk | 28 août 2016 | Varsovie  |

### Records continentaux
Récapitulation des records continentaux du lancer du marteau au 14 juillet 2024 :
| Continent                                                 | Hommes   | Hommes          | Hommes           | Hommes         | Femmes   | Femmes              | Femmes           | Femmes        |
| Continent                                                 | Distance | Athlète         | Nation           | Date           | Distance | Athlète             | Nation           | Date          |
| --------------------------------------------------------- | -------- | --------------- | ---------------- | -------------- | -------- | ------------------- | ---------------- | ------------- |
| Afrique (records)                                         | 81,27 m  | Mostafa Elgamel | Égypte           | 21 mars 2014   | 75,49 m  | Annette Echikunwoke | Nigeria          | 22 mai 2021   |
| Asie (records)                                            | 84,86 m  | Koji Murofushi  | Japon            | 29 juin 2003   | 77,68 m  | Wang Zheng          | Chine            | 29 mars 2014  |
| Europe (records)                                          | 86,74 m  | Youri Sedykh    | Union soviétique | 30 août 1986   | 82,98 m  | Anita Włodarczyk    | Pologne          | 28 août 2016  |
| Amérique du Nord, Amérique centrale et Caraïbes (records) | 84,38 m  | Ethan Katzberg  | Canada           | 20 avril 2024  | 80,31 m  | DeAnna Price        | États-Unis       | 26 juin 2021  |
| Océanie (records)                                         | 79,29 m  | Stuart Rendell  | Australie        | 6 juillet 2002 | 74,61 m  | Lauren Bruce        | Nouvelle-Zélande | 20 mai 2021   |
| Amérique du Sud (records)                                 | 78,63 m  | Wagner Domingos | Brésil           | 19 juin 2016   | 73,74 m  | Jennifer Dahlgren   | Argentine        | 10 avril 2010 |

#### Femmes

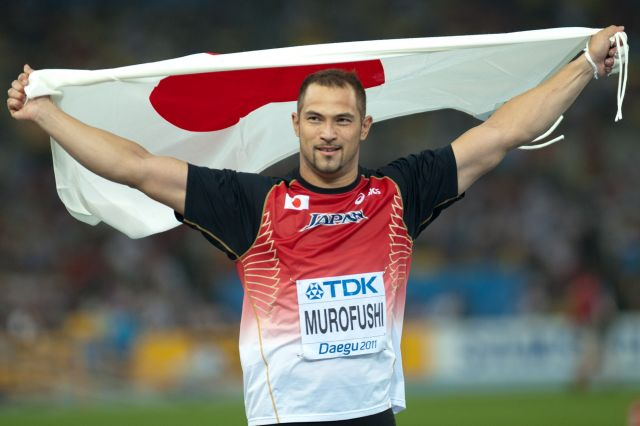
Le Japonais Kōji Murofushi établit la meilleure performance mondiale de l'année en 2001 et 2003.

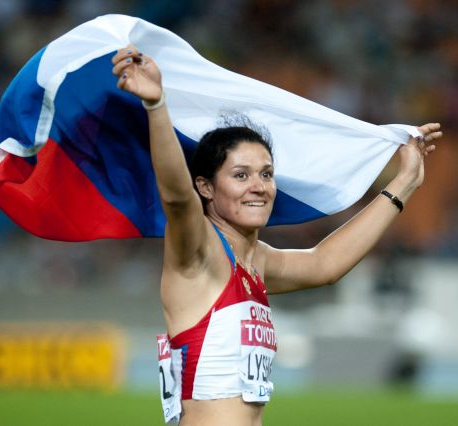
Tatyana Lysenko à Daegu en 2011.

## Statistiques

### Dix meilleures performances de tous les temps
| Rang | Marque  | Athlète         | Lieu      | Date             |
| ---- | ------- | --------------- | --------- | ---------------- |
| 1    | 86,74 m | Youri Sedykh    | Stuttgart | 30 août 1986     |
| 2    | 86,66 m | Youri Sedykh    | Tallinn   | 22 juin 1986     |
| 3    | 86,34 m | Youri Sedykh    | Cork      | 3 juillet 1984   |
| 4    | 86,04 m | Sergey Litvinov | Dresde    | 3 juillet 1986   |
| 5    | 85,74 m | Sergey Litvinov | Stuttgart | 30 août 1986     |
| 6    | 85,68 m | Youri Sedykh    | Budapest  | 11 août 1986     |
| 7    | 85,60 m | Youri Sedykh    | Londres   | 13 juillet 1984  |
| 7    | 85,60 m | Youri Sedykh    | Moscou    | 17 août 1984     |
| 9    | 85,20 m | Sergey Litvinov | Cork      | 3 juillet 1984   |
| 10   | 85,14 m | Sergey Litvinov | Londres   | 11 juillet 1986  |
| 10   | 85,14 m | Youri Sedykh    | Moscou    | 4 septembre 1988 |

| Rang | Marque  | Athlète          | Lieu           | Date            |
| ---- | ------- | ---------------- | -------------- | --------------- |
| 1    | 82,98 m | Anita Włodarczyk | Varsovie       | 28 août 2016    |
| 2    | 82,87 m | Anita Włodarczyk | Władysławowo   | 29 juillet 2017 |
| 3    | 82,29 m | Anita Włodarczyk | Rio de Janeiro | 15 août 2016    |
| 4    | 81,08 m | Anita Włodarczyk | Władysławowo   | 1er août 2015   |
| 5    | 80,85 m | Anita Włodarczyk | Pékin          | 27 août 2015    |
| 6    | 80,79 m | Anita Włodarczyk | Białystok      | 23 juillet 2017 |
| 7    | 80,31 m | DeAnna Price     | Eugene         | 26 juin 2021    |
| 8    | 80,26 m | Anita Włodarczyk | Władysławowo   | 12 juillet 2016 |
| 9    | 80,17 m | Brooke Andersen  | Tucson         | 20 mai 2023     |
| 10   | 79,92 m | Brooke Andersen  | Tucson         | 4 mai 2024      |

### Meilleurs performeurs de tous les temps
| Rang | Marque  | Athlète            | Lieu            | Date             |
| ---- | ------- | ------------------ | --------------- | ---------------- |
| 1    | 86,74 m | Youri Sedykh       | Stuttgart       | 30 août 1986     |
| 2    | 86,04 m | Sergey Litvinov    | Dresde          | 3 juillet 1986   |
| 3    | 84,90 m | Vadim Devyatovskiy | Minsk           | 21 juillet 2005  |
| 4    | 84,86 m | Kōji Murofushi     | Prague          | 29 juin 2003     |
| 5    | 84,62 m | Igor Astapkovitch  | Séville         | 6 juin 1992      |
| 6    | 84,51 m | Ivan Tsikhan       | Grodno          | 9 juillet 2008   |
| 7    | 84,48 m | Igor Nikulin       | Lausanne        | 12 juillet 1990  |
| 8    | 84,40 m | Jüri Tamm          | Banská Bystrica | 9 septembre 1984 |
| 9    | 84,38 m | Ethan Katzberg     | Nairobi         | 20 avril 2024    |
| 10   | 84,19 m | Adrián Annus       | Szombathely     | 10 août 2003     |

| Rang | Marque  | Athlète           | Lieu            | Date              |
| ---- | ------- | ----------------- | --------------- | ----------------- |
| 1    | 82,98 m | Anita Włodarczyk  | Varsovie        | 28 août 2016      |
| 2    | 80,31 m | DeAnna Price      | Eugene          | 26 juin 2021      |
| 3    | 80,17 m | Brooke Andersen   | Tucson          | 20 mai 2023       |
| 4    | 79,42 m | Betty Heidler     | Halle-sur-Saale | 21 mai 2011       |
| 5    | 78,62 m | Camryn Rogers     | Los Angeles     | 26 mai 2023       |
| 6    | 78,51 m | Tatyana Lysenko   | Tcheboksary     | 5 juillet 2012    |
| 7    | 78,00 m | Janee Kassanavoid | Tucson          | 21 mai 2022       |
| 8    | 77,78 m | Gwen Berry        | Chorzów         | 8 juin 2018       |
| 9    | 77,68 m | Wang Zheng        | Chengdu         | 29 mars 2014      |
| 10   | 77,33 m | Zhang Wenxiu      | Incheon         | 28 septembre 2014 |

### Meilleures performances mondiales de l'année
| Année | Marque  | Athlète                          | Nationalité                           | Lieu                 |
| ----- | ------- | -------------------------------- | ------------------------------------- | -------------------- |
| 1968  | 73,76 m | Gyula Zsivótzky                  | Hongrie                               | Budapest             |
| 1969  | 75,48 m | Anatoliy Bondarchuk              | Union soviétique                      | Rivne                |
| 1970  | 75,04 m | Anatoliy Bondarchuk              | Union soviétique                      | Leselidze            |
| 1971  | 76,40 m | Walter Schmidt                   | Allemagne de l'Ouest                  | Lahr/Schwarzwald     |
| 1972  | 75,88 m | Anatoliy Bondarchuk              | Union soviétique                      | Kiev                 |
| 1973  | 75,20 m | Anatoliy Bondarchuk              | Union soviétique                      | Moscou               |
| 1974  | 76,66 m | Aleksey Spiridonov               | Union soviétique                      | Munich               |
| 1975  | 79,30 m | Walter Schmidt                   | Allemagne de l'Ouest                  | Francfort            |
| 1976  | 78,86 m | Youri Sedykh                     | Union soviétique                      | Sotchi               |
| 1977  | 77,60 m | Karl-Hans Riehm Vladimir Lesovoy | Allemagne de l'Ouest Union soviétique | Gelsenkirchen Almaty |
| 1978  | 80,32 m | Karl-Hans Riehm                  | Allemagne de l'Ouest                  | Heidenheim           |
| 1979  | 79,82 m | Sergey Litvinov                  | Union soviétique                      | Leipzig              |
| 1980  | 81,80 m | Youri Sedykh                     | Union soviétique                      | Moscou               |
| 1981  | 80,56 m | Klaus Ploghaus                   | Allemagne de l'Ouest                  | Obersuhl             |
| 1982  | 83,98 m | Sergey Litvinov                  | Union soviétique                      | Moscou               |
| 1983  | 84,14 m | Sergey Litvinov                  | Union soviétique                      | Moscou               |
| 1984  | 86,34 m | Youri Sedykh                     | Union soviétique                      | Cork                 |
| 1985  | 84,08 m | Jüri Tamm                        | Union soviétique                      | Budapest             |
| 1986  | 86,74 m | Youri Sedykh                     | Union soviétique                      | Stuttgart            |
| 1987  | 83,48 m | Sergey Litvinov                  | Union soviétique                      | Karl-Marx-Stadt      |
| 1988  | 85,14 m | Youri Sedykh                     | Union soviétique                      | Moscou               |
| 1989  | 82,84 m | Heinz Weis                       | Allemagne de l'Ouest                  | Berlin               |
| 1990  | 84,48 m | Igor Nikulin                     | Union soviétique                      | Lausanne             |
| 1991  | 84,26 m | Igor Astapkovich                 | Union soviétique                      | Reims                |
| 1992  | 84,62 m | Igor Astapkovich                 | Équipe unifiée de l’ex-URSS           | Séville              |
| 1993  | 82,78 m | Andrey Abduvaliyev               | Tadjikistan                           | Nitra                |
| 1994  | 83,36 m | Andrey Abduvaliyev               | Tadjikistan                           | Budapest             |
| 1995  | 83,10 m | Andrey Abduvaliyev               | Tadjikistan                           | Tachkent             |
| 1996  | 82,52 m | Lance Deal                       | États-Unis                            | Milan                |
| 1997  | 83,04 m | Heinz Weis                       | Allemagne                             | Francfort            |
| 1998  | 83,68 m | Tibor Gécsek                     | Hongrie                               | Zalaegerszeg         |
| 1999  | 82,78 m | Karsten Kobs                     | Allemagne                             | Dortmund             |
| 2000  | 82,58 m | Igor Astapkovich                 | Biélorussie                           | Stayki               |
| 2001  | 83,47 m | Kōji Murofushi                   | Japon                                 | Toyota               |
| 2002  | 83,43 m | Aleksey Zagornyi                 | Russie                                | Adler                |
| 2003  | 84,86 m | Kōji Murofushi                   | Japon                                 | Prague               |
| 2004  | 84,46 m | Ivan Tsikhan                     | Biélorussie                           | Minsk                |
| 2005  | 84,90 m | Vadim Devyatovskiy               | Biélorussie                           | Minsk                |
| 2006  | 82,95 m | Vadim Devyatovskiy               | Biélorussie                           | Stayki               |
| 2007  | 83,63 m | Ivan Tsikhan                     | Biélorussie                           | Osaka                |
| 2008  | 84,51 m | Ivan Tsikhan                     | Biélorussie                           | Grodno               |
| 2009  | 82,58 m | Primož Kozmus                    | Slovénie                              | Celje                |
| 2010  | 80,99 m | Koji Murofushi                   | Japon                                 | Rieti                |
| 2011  | 81,89 m | Krisztián Pars                   | Hongrie                               | Szombathely          |
| 2012  | 82,81 m | Ivan Tsikhan                     | Biélorussie                           | Brest                |
| 2013  | 82,40 m | Krisztián Pars                   | Hongrie                               | Dubnica nad Váhom    |
| 2014  | 83,48 m | Paweł Fajdek                     | Pologne                               | Varsovie             |
| 2015  | 83,93 m | Paweł Fajdek                     | Pologne                               | Szczecin             |
| 2016  | 82,47 m | Paweł Fajdek                     | Pologne                               | Varsovie             |
| 2017  | 83,44 m | Paweł Fajdek                     | Pologne                               | Ostrava              |
| 2018  | 81,85 m | Wojciech Nowicki                 | Pologne                               | Székesfehérvár       |
| 2019  | 81,74 m | Wojciech Nowicki                 | Pologne                               | Poznań               |
| 2020  | 80,70 m | Rudy Winkler                     | États-Unis                            | Wallkill             |
| 2021  | 82,98 m | Paweł Fajdek                     | Pologne                               | Chorzów              |
| 2022  | 82,00 m | Wojciech Nowicki                 | Pologne                               | Munich               |
| 2023  | 81,92 m | Wojciech Nowicki                 | Pologne                               | Oslo                 |

| Année | Marque  | Athlète          | Nationalité      | Lieu      |
| ----- | ------- | ---------------- | ---------------- | --------- |
| 1988  | 58,94 m | Carol Cady       | États-Unis       | Los Gatos |
| 1989  | 61,50 m | Yelena Pichugina | Union soviétique | Frunze    |
| 1990  | 61,96 m | Larisa Baranova  | Union soviétique | Adler     |
| 1991  | 64,44 m | Alla Davydova    | Union soviétique | Adler     |
| 1992  | 65,40 m | Olga Kuzenkova   | Russie           | Briansk   |
| 1993  | 64,64 m | Olga Kuzenkova   | Russie           | Krasnodar |
| 1994  | 67,34 m | Svetlana Sudak   | Biélorussie      | Minsk     |
| 1995  | 68,16 m | Olga Kuzenkova   | Russie           | Moscou    |
| 1996  | 69,46 m | Olga Kuzenkova   | Russie           | Sydney    |
| 1997  | 73,10 m | Olga Kuzenkova   | Russie           | Munich    |
| 1998  | 73,80 m | Olga Kuzenkova   | Russie           | Tolyatti  |
| 1999  | 76,07 m | Mihaela Melinte  | Roumanie         | Rüdlingen |
| 2000  | 75,68 m | Olga Kuzenkova   | Russie           | Toula     |
| 2001  | 73,62 m | Olga Kuzenkova   | Russie           | Adler     |
| 2002  | 73,07 m | Olga Kuzenkova   | Russie           | Annecy    |
| 2003  | 75,14 m | Yipsi Moreno     | Cuba             | Savone    |
| 2004  | 75,18 m | Yipsi Moreno     | Cuba             | La Havane |
| 2005  | 77,06 m | Tatyana Lysenko  | Russie           | Moscou    |
| 2006  | 77,80 m | Tatyana Lysenko  | Russie           | Tallinn   |
| 2007  | 77,30 m | Tatyana Lysenko  | Russie           | Adler     |
| 2008  | 77,32 m | Aksana Miankova  | Biélorussie      | Minsk     |
| 2009  | 77,96 m | Anita Włodarczyk | Pologne          | Berlin    |
| 2010  | 78,30 m | Anita Włodarczyk | Pologne          | Bydgoszcz |
| 2011  | 79,42 m | Betty Heidler    | Allemagne        | Halle     |
| 2012  | 78,69 m | Aksana Miankova  | Biélorussie      | Minsk     |
| 2013  | 78,80 m | Tatyana Lysenko  | Russie           | Moscou    |
| 2014  | 79,58 m | Anita Włodarczyk | Pologne          | Berlin    |
| 2015  | 81,08 m | Anita Włodarczyk | Pologne          | Cetniewo  |
| 2016  | 82,98 m | Anita Włodarczyk | Pologne          | Varsovie  |
| 2017  | 82,87 m | Anita Włodarczyk | Pologne          | Cetniewo  |
| 2018  | 79,59 m | Anita Włodarczyk | Pologne          | Lublin    |
| 2019  | 78,24 m | DeAnna Price     | États-Unis       | Doha      |
| 2020  | 75,45 m | Hanna Malyshchyk | Biélorussie      | Minsk     |
| 2021  | 80,31 m | DeAnna Price     | États-Unis       | Eugene    |
| 2022  | 79,02 m | Brooke Andersen  | États-Unis       | Tucson    |
| 2023  | 80,17 m | Brooke Andersen  | États-Unis       | Tucson    |

## Palmarès olympique et mondial
| Compétition   | Hommes              | Femmes             |
| ------------- | ------------------- | ------------------ |
| Jeux 1900     | John Flanagan       |                    |
| Jeux 1904     | John Flanagan       |                    |
| Jeux 1908     | John Flanagan       |                    |
| Jeux 1912     | Matt McGrath        |                    |
| Jeux 1920     | Patrick Ryan        |                    |
| Jeux 1924     | Fred Tootell        |                    |
| Jeux 1928     | Pat O'Callaghan     |                    |
| Jeux 1932     | Pat O'Callaghan     |                    |
| Jeux 1936     | Karl Hein           |                    |
| Jeux 1948     | Imre Németh         |                    |
| Jeux 1952     | József Csermák      |                    |
| Jeux 1956     | Harold Connolly     |                    |
| Jeux 1960     | Vasiliy Rudenkov    |                    |
| Jeux 1964     | Romuald Klim        |                    |
| Jeux 1968     | Gyula Zsivótzky     |                    |
| Jeux 1972     | Anatoly Bondarchuck |                    |
| Jeux 1976     | Youri Sedykh        |                    |
| Jeux 1980     | Youri Sedykh        |                    |
| Mondiaux 1983 | Sergey Litvinov     |                    |
| Jeux 1984     | Juha Tiainen        |                    |
| Mondiaux 1987 | Sergey Litvinov     |                    |
| Jeux 1988     | Sergey Litvinov     |                    |
| Mondiaux 1991 | Youri Sedykh        |                    |
| Jeux 1992     | Andreï Abduvaliev   |                    |
| Mondiaux 1993 | Andreï Abduvaliev   |                    |
| Mondiaux 1995 | Andreï Abduvaliev   |                    |
| Jeux 1996     | Balázs Kiss         |                    |
| Mondiaux 1997 | Heinz Weis          |                    |
| Mondiaux 1999 | Karsten Kobs        | Mihaela Melinte    |
| Jeux 2000     | Szymon Ziółkowski   | Kamila Skolimowska |
| Mondiaux 2001 | Szymon Ziółkowski   | Yipsi Moreno       |
| Mondiaux 2003 | Ivan Tsikhan        | Yipsi Moreno       |
| Jeux 2004     | Kōji Murofushi      | Yipsi Moreno       |
| Mondiaux 2005 | Vadim Devyatovskiy  | Yipsi Moreno       |
| Mondiaux 2007 | Ivan Tsikhan        | Betty Heidler      |
| Jeux 2008     | Primož Kozmus       | Aksana Miankova    |
| Mondiaux 2009 | Primož Kozmus       | Anita Włodarczyk   |
| Mondiaux 2011 | Kōji Murofushi      | Tatyana Lysenko    |
| Jeux 2012     | Krisztián Pars      | Anita Włodarczyk   |
| Mondiaux 2013 | Paweł Fajdek        | Tatyana Lysenko    |
| Mondiaux 2015 | Paweł Fajdek        | Anita Włodarczyk   |
| Jeux 2016     | Dilshod Nazarov     | Anita Włodarczyk   |
| Mondiaux 2017 | Paweł Fajdek        | Anita Włodarczyk   |
| Mondiaux 2019 | Paweł Fajdek        | DeAnna Price       |
| Jeux 2020     | Wojciech Nowicki    | Anita Włodarczyk   |
| Mondiaux 2022 | Paweł Fajdek        | Brooke Andersen    |
| Mondiaux 2023 | Ethan Katzberg      | Camryn Rogers      |